# Relief periglaciar
Relieful periglaciar  reprezintă un relief climatic dezvoltat la contactul dintre regiunile polare și cele temperate (în tundră) și în munții înalți din etajul alpin. Se desfășoară între limita superioară a pădurii și limita zăpezilor și ghețurilor multianuale. Termenul a fost introdus în 1909 de geologul polonez Walery   v. Łozinski. Fiind o zonă de tranziție între climatul polar și cel temperat, periglaciarul apare cu o serie de nuanțe (arctic continental, arctic propriu-zis, climatul rece oceanic și cel alpin), care se răsfrâng în ritmul, intensitatea și ponderea proceselor cât și în tipul de forme și structuri rezultate. În aceste regiuni temperaturile sunt scăzute dar cu frecvente treceri de la valori pozitive la valori negative. În general, zăpada este redusă, iar vânturile puternice o spulberă.

### Agenți și procese
Ansamblul de forme și structuri dezvoltate în regiunile periglaciare sunt rezultatul îmbinării mai multor agenți specifici acestei zone (îngheț-dezgheț, zăpadă, gheață de legătură) sau cu caracter polizonal (vântul și șiroirea). Aceștia provoacă o serie de procese ca: formarea gheții în sol, perturbarea structurilor inițiale prin contracții termice și creșterea volumului gheții din sol, dezagregare, creep, solifluxiune, elevație și expulzare periglaciară, sortare prin îngheț, nivație, șiroire, eolizație.
Înghețul și dezghețul apei din sol și din roci provoacă o puternică dezagregare. Efectele acestui cuplu sunt diferite de la o regiune la alta, în funcție de nuanțele climatului impus de latitudine, altitudine, depărtarea de ocean, de gradul de acoperire cu vegetație, de proprietățile gelive ale rocii și gradul lor de umectare, de durata și frecvența ciclurilor gelive.
Solul de la suprafață poate sa înghețe și să se dezghețe de la noapte la zi (ciclul diurn) sau să se dezghețe numai vara (ciclul sezonier). Există și regiuni unde solul rămâne permanent înghețat, acest strat depășind 150 m grosime (pergelisol). Apa din porii, fisurile și crăpăturile rocilor, din scoarța de alterare, îngheață. Prin tensiunile pe care le dezvolta, creează un complex de microcute, bombări la suprafața solului, iar după topire crăpături, microdepresiuni. În rocile consolidate înghețul și dezghețul determină fragmentarea lor. Intensitatea acestui proces (gelifracție, crioclastism), mărimea elementelor rezultate cât și viteza sfărâmării depind de gradul de umezire al rocilor, de natura lor (macrogelive, microgelive) și de durata înghețului.
Dezghețul face ca o parte din apa rezultată din topirea gheții și zăpezii să pătrundă în sol, înmuindu-l și transformându-l adesea într-o masă de noroi sau tundră mlăștinoasă (molisolul) ce alunecă chiar pe pante mici (solifluxiune).
Acțiunea zăpezii (nivația) deși pare neînsemnată, este destul de complexă, evidențiind procese de eroziune mecanică (avalanșe), dizolvare (apele de topire), protejarea solului și a rocii (sub acumulări nivoeoliene).
Pe versanții cu pantă accentuată (peste 30º),  care permit acumularea zăpezii se produc avalanșe. Prin repetarea procesului se creează culoare de avalanșe care sunt formate din: circ sau pâlnie nivală la partea superioară; culoar (pe traseul transportului zăpezii) și morene nivale formate din zăpadă, pietriș și grohotiș. Declanșarea avalanșelor corespund momentului când forța de gravitație depășește forța de frecare și poate fi provocată de: creșterea masei, de cutremure, căderea stâncilor, zgomote. Se disting două tipuri principale de avalanșe: avalanșe umede provocate de încălzirea aerului și de topirea parțială a zăpezii care crește greutatea masei și înmoaie solul, favorizând alunecarea; ating cca 80km/oră și creează culoare de avalanșă; avalanșe uscate se produc pe ger, afectând zăpada proaspătă, pufoasă, amestecată cu mult aer; ating până la 200 km/oră. 
Topirea bruscă sau lentă a zăpezii duce la înmuierea solului, favorizând solifluxiunile și șiroirea. Procesele sunt mai eficace la sfârșitul iernii mai ales în regiunile latitudinilor medii.
Acțiunea vântului (eolizația) este legată de ariditatea climatului, ce impune un covor vegetal redus și o pătură subțire și discontinuă de zăpadă. În plus apar elemente fine, uscate, ușor de deplasat. Vântul încărcat cu nisip, cu zăpadă și cristale de gheață acționează prin coroziune și deflație, adică izbește cu putere și șlefuiește proeminențele rocilor, lărgește spărturile, spulberă materialele fine. Contribuie la formarea reliefului rezidual de tip „babe”, „ciuperci”, „sfincși”. În alte locuri vântul depune praf, dând acumulări loessoide sau dune de nisip. Uneori evacuarea elementelor fine duce la dezvoltarea unui peisaj de câmpuri de pietre și blocuri, asemănătoare ergurilor.
Acțiunea fluviatilă (fluvio-periglaciația, gelifluviația) este prezentă o perioadă foarte scurtă și are un efect limitat în geneza reliefului. Rețeaua hidrografică este slab organizată; regimul debitelor este influențat de natura climatului și de stratul înghețat al solului. În multe situații scurgerea se efectuează pe un pat înghețat. Vara sunt caracteristice inundațiile de mari proporții și transportul masiv de aluviuni. Aporturile laterale de aluviuni formează acumulări în trepte – terase fluvio-periglaciare.
Șiroirea acționează relativ puțin în timpul dezghețului și mai accentuat când intervine o ploaie înainte ca solul să se fi dezghețat. Pe rocile moi se formează ravene.
Acțiunea biochimică este foarte redusă și limitată la fâșiile cu vegetație pipernicită, perenă, ceea ce face ca pedogeneza să nu se realizeze.

### Formele de relief periglaciare

#### Formele de versant
Grohotișurile reprezintă mase de pietre colțuroase acumulate la baza abrupturilor. În general blocurile cele mai mari se dispun la exterior, iar cele mai fine către partea superioara a acumulării și mai ales în centrul ei.
În etajul alpin caracteristice sunt râurile de pietre sau torenții de pietre; gelifractele desprinse din partea superioara a versanților, se dirijează pe mici văiugi, pe care adesea le astupă complet. Când numărul lor este mare versantul capătă aspectul unor panglici de gelifracție, aproape paralele, terminate în conuri sau poale de grohotiș.

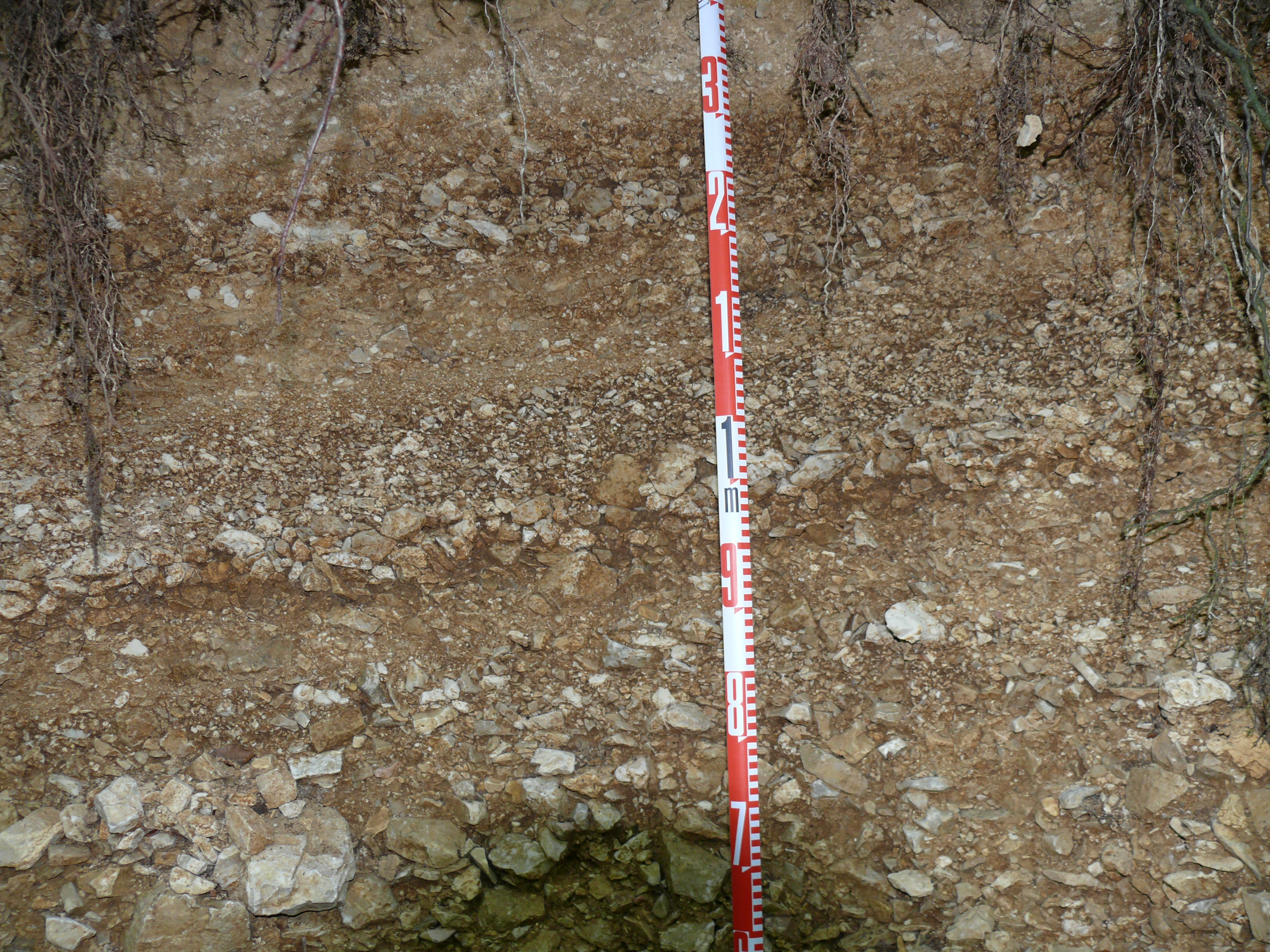
Depozite de tip grèzes litées (Munții Aninei)

Grézes-litées-urile numite și depozitele stratificate de pantă (stratified slope deposits), sau depozite ordonate,  în cazul unor secvențe mai grosiere se dezvoltă la baza versanților și sunt formate din elemente de dimensiuni diferite, dispuse stratificat. În secțiune apar alternanțe de nisipuri fine și grosiere. Depozitele de versant ritmic stratificate (litage periodique) sunt tot acumulări de materiale cu dimensiuni variabile, depuse la baza versanților de către gelifluxie, șiroire și vânt. Sunt mult mai grosiere și în general necimentate în raport cu grézes- litées-urile. Sunt citate în Ungaria, unde umplu văiugile largi.
Blocurile glisante, sau reptante,  sunt fragmente de rocă, de dimensiuni mari ce se deplasează lent pe versanții munților cu înclinare redusă, pe care nu se pot produce rostogoliri; deplasarea este „grăbită” primăvara datorită procesului de îngheț-dezgheț,  cu generarea creep-ului dar și prin supraumectarea solului, favorizând solifluxiunea; în spatele lor se formează o microdepresiune.
Terasele și umerii de antiplanație iau naștere pe versanții stratificați, în special în partea lor superioară. Este o îmbinare de pante reduse, poduri, separate de pante accentuate (20-50º), frunți sau taluzuri. Rezultă prin procese de gelivație și nivație pe versanții cu strate neomogene dispuse orizontal.

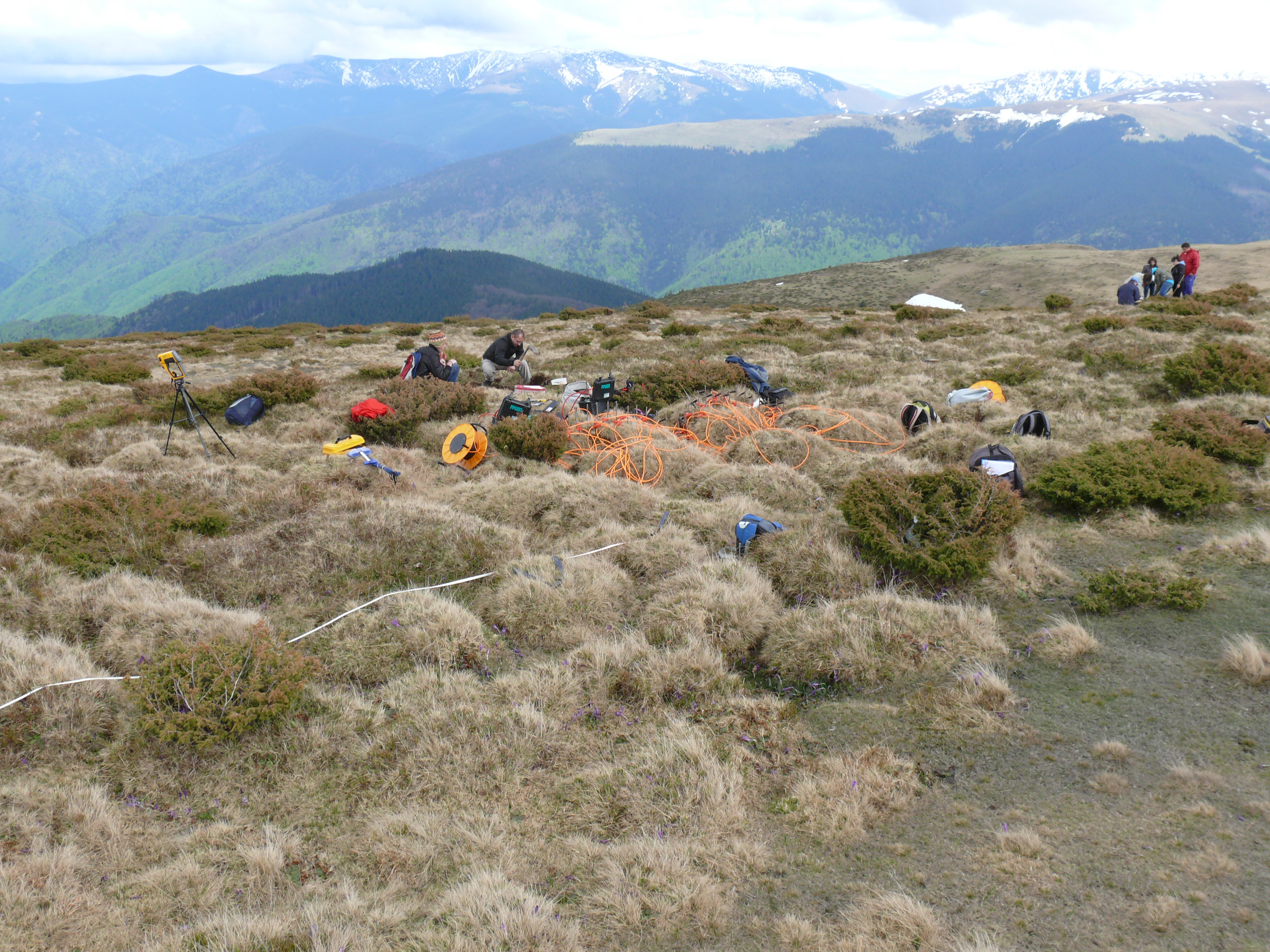
Câmp de mușuroaie periglaciare pe Muntele Mic (1765 m.a.s.l.).

Terasetele de solifluxiune sunt trepte de dimensiuni reduse pe versanții alcătuiți din roci moi. Panta accentuată permite în timpul dezghețului desprinderea unor pachete de rocă și dispunerea lor etajată. Căderea pachetelor alternează de la câțiva cm până la câțiva metri.
Potecile de vite sunt cărări înguste, discontinui care se desfășoară perpendicular pe pantă. Apar de obicei primăvara în urma dezghețului prin alunecări foarte reduse în stratul inerbat, accentuate în mod deosebit de circulația turmelor. Terasete și ondulări de solifluxiune apar ca trepte pe versanții cu înclinare nu prea mare, de obicei sub 15º. Se desfășoară în planuri aproape orizontale, având lungimi de câțiva zeci de metri și lățimi până la 1-1,5 m. Podul teraselor este lipsit de vegetație, cu pietre implantate într-un material nisipo-argilos, iar fruntea este acoperită de smocuri de iarbă.
Curgerile de noroi și alunecările (solifluxiunea) afectează solul și pătura de alterare pe adâncime mică. Se produc pe un pat format din roca coerentă sau înghețată în timpul dezghețului. Pe versanții omogeni ca roca, solifluxiunea poate avea caracter areal, rezultând versanți de solifluxiune. În profilul acestora apar: în partea superioară un sector înclinat unde aflorează roca, în baza un sector acumulativ gros de 2-5 m, iar între ele un glacis cu o peliculă fină de gelifracte.
Culoarele de avalanșe și semipâlniile nivale se formează pe versanții cu înclinare mare, în urma producerii repetate, pe aceleași trasee a avalanșelor. Sunt lungi de mai multe sute de metri, iar în partea superioară au o formă semiconică (semipâlnia nivală sau nișa de plecare). La bază se termină cu un con de materiale.

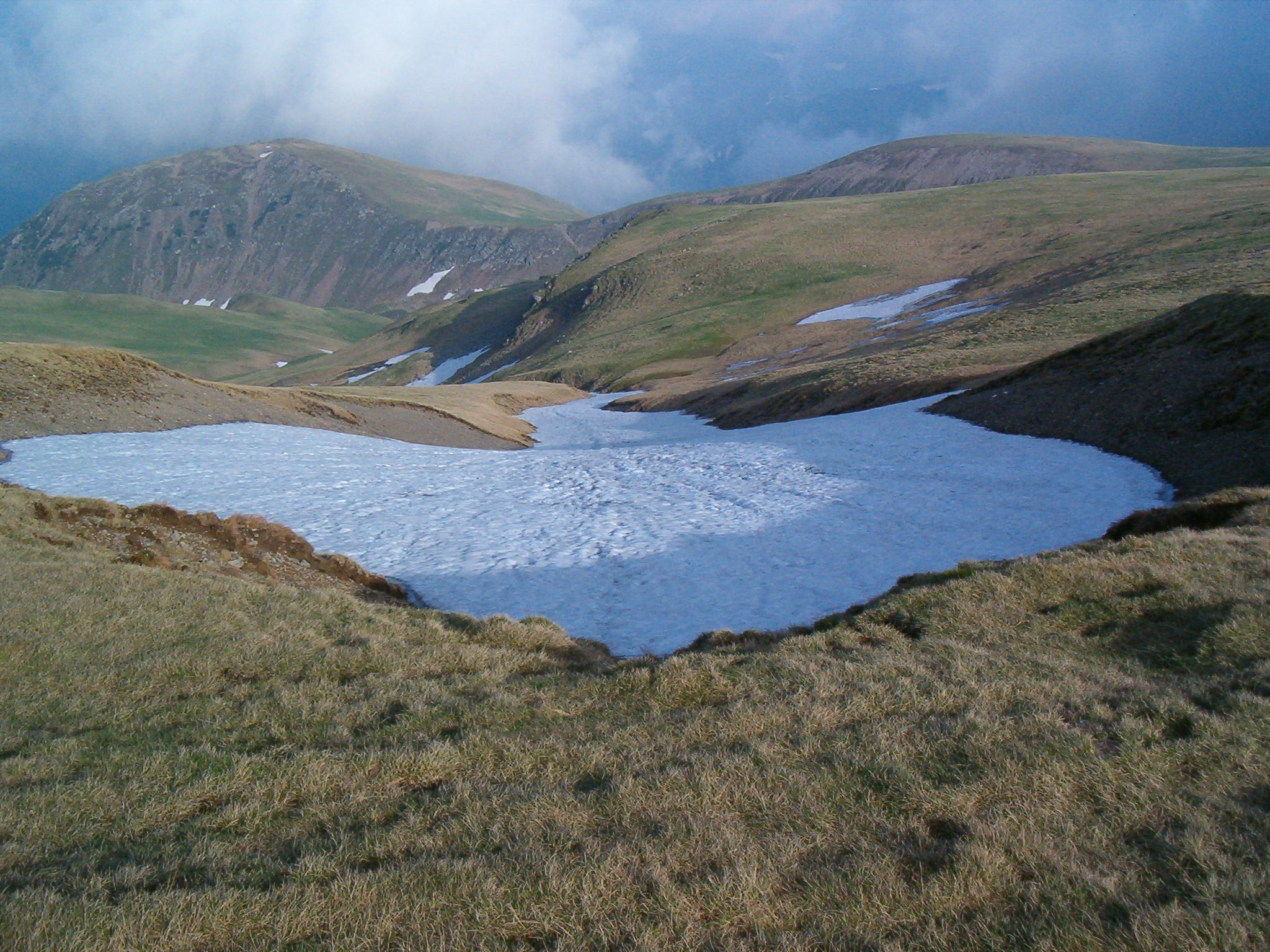
Nișă de nivație în Muntele Bodea (2135 m a.s.l., Munții Țarcu).

Nișele nivale, denumite popular și scochine, sunt microdepresiuni semicirculare, ovale sau alungite (de ordinul a zeci sau sute de metri), situate pe suprafețele ușor înclinate, unde acumularea și stagnarea păturilor groase de zăpadă duce la tasarea și sufoziunea depozitelor deluviale și eluvio-deluviale.

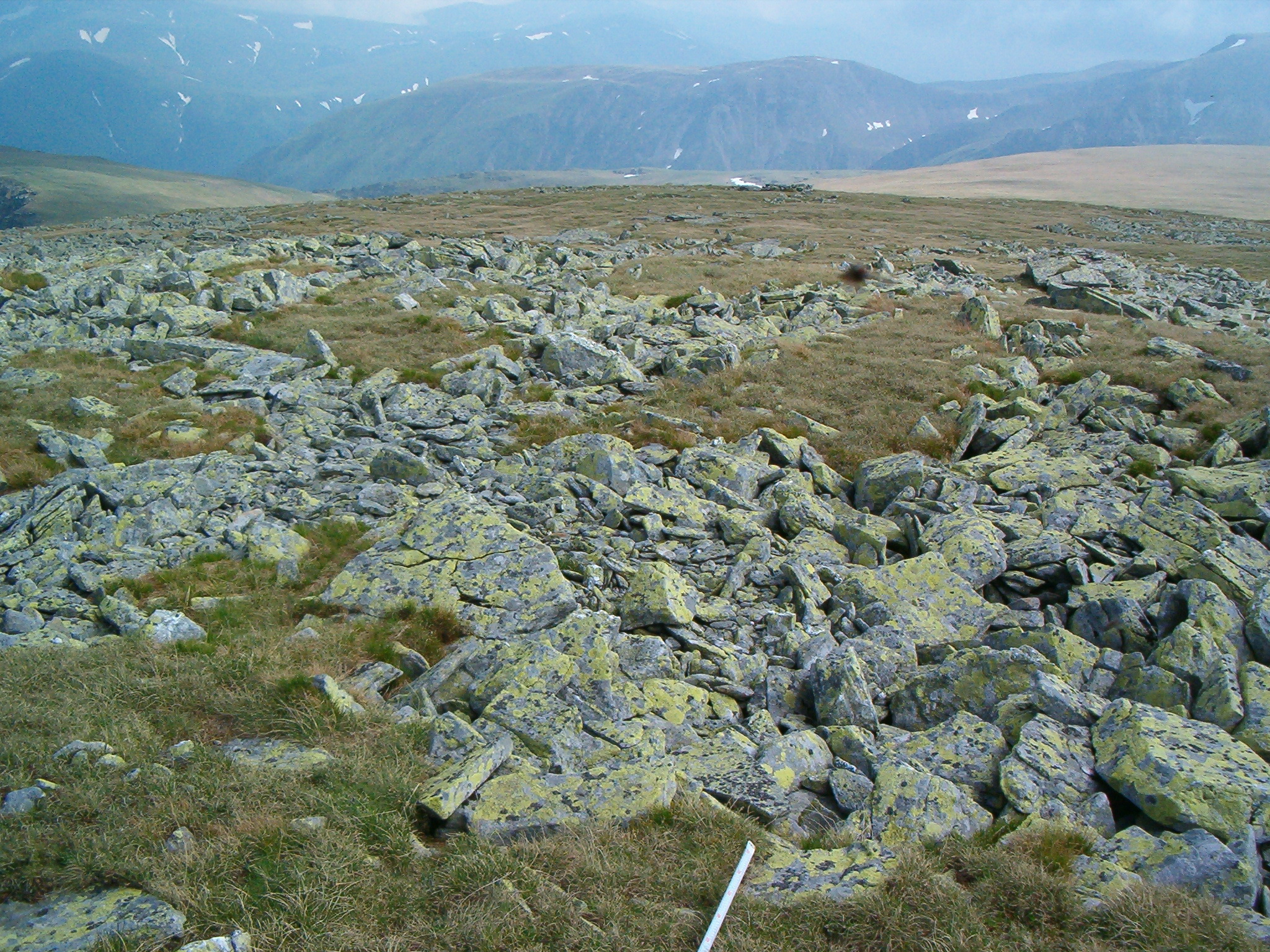
Poligoane periglaciare pe Muntele Căleanu (2188 m a.s.l.)

Semipâlniile nivale se dezvoltă în bazinele de recepție torențiale, care permit acumularea unei mari cantități de zăpadă, ce poate persista uneori de la un an la altul. Se pot observa chiar începuturi de névé. Pantele accentuate, dispuse semicircular, permit desfășurarea intensă a avalanșelor, solifluxiunii, șiroirii (în sezonul cald), ceea ce duce la lărgirea cavității. Când acestea se află în apropierea limitei zăpezilor, evoluția lor duce dezvoltarea circurilor nivale și a unor văi în forma de „U” – văi nivale.
Potcoavele nivale sunt forme de acumulare periglaciară, cu aspect de val curbat, potcoava având partea concavă îndreptată spre amonte; acumulările de gelifracte sunt împinse în fața microdepresiunilor nivale. Se formează prin materialele rostogolite peste acumulările de zăpadă înghețată ce acoperă depresiunea de la baza versanților. Avalanșele și alunecările intensifică procesul; termenul este echivalent cu morena nivală. Ex în M-ții Făgăraș, în M-ții Retezat.
Ghețarii de pietre (rock glaciers) sunt acumulări masive de dezagregări, gheață și zăpadă, dispuse la baza versanților sau în circuri și văi glaciare.

### Formele dezvoltate pe suprafețe plane
Pe astfel de suprafețe este caracteristică dezvoltarea de figuri geometrice (cercuri, poligoane), cu dimensiuni variabile, ca rezultat al unor procese ce afectează stratul de suprafață.
Solurile poligonale sunt niște crăpături dispuse obișnuit în pentagoane și hexagoane, umplute cu materiale mai grosiere decât cele din jur. Structurile poligonale tipice apar în regiunile unde permafrostul este la mică adâncime (Spitzbergen, Groenlanda, Siberia, Laponia). Se dezvoltă și în regiunile temperate și intertropicale, însă numai la mari înălțimi, în depresiuni închise și fără vegetație. Cele mai mari lopigoane au diametre în jur de 25 m, iar cele mai mici de numai câțiva cm. În ambele cazuri crăpăturile sunt umplute cu pietre și gheață.
Macropoligoanele sunt cele cu dimensiuni mari, până la 100 m în diametru. Se formează în tundră și au centrul relativ bombat. Uneori, ca urmare a presiunii exercitate de gheață din crăpături, marginile poligonului sunt mai ridicate iar centrul rămâne mai jos.
Cercurile de pietre sunt inele de materiale cu dimensiuni mari, înalte de câțiva zeci de cm, ce înconjoară un spațiu alcătuit din materiale fine.
Solurile striate se dezvoltă pe pante mai mari de 8º și apar ca o alternanță de benzi din materiale fine și grosiere. Sunt un fel de poligoane deformate la maximum.
Câmpurile de noroi sunt formate dintr-o alternanță de petice de noroi și vegetație. Cele mai multe au forma ovală sau rotundă, cu un diametru de cca 1 m. Ele oferă tundrei un aspect pestriț (tundra pătată).
Câmpurile de pietre (mari de pietre). Dezagregarea produce mase însemnate de grohotișuri ce rămân pe loc sau se deplasează extrem de puțin, creând îngrămădiri ce acoperă complet roca de bază.
Pavajul  nival rezultă din dispunerea gelifractelor de tipul lespezilor cu una din fețe pe suprafața stratului de sol. 
Mușuroaiele periglaciare, denumite popular și marghile   sunt formate din material fin, argilos și nisipos, inierbat; au dimensiuni de 1 m; rezultă prin procese de îngheț-dezgheț și biochimice; după 3-5 ani atingând dimensiuni de echilibru maxim se sparg, mușuroiul trecând în faza de degradare.  
Hidrolacoliții numiți și pingo în nordul Canadei (inuvialuktun = movilă conică), bulguniaki în Siberia, au aspectul unor movile cu dimensiuni mari (înălțime de mai mulți metri și diametru de până la 100 m). Prin degradare partea superioară se prăbușește și ia naștere un pseudocrater adânc de câțiva metri. 
După dimensiuni și modul de formare se pot deosebi mai multe tipuri: 
- hidrolacoliții propriu-ziși au dimensiuni reduse, apar primăvara în formațiuni permeabile, în punctele unde apa subterană se apropie de suprafață. Prin reînghețare de sus în jos exercită presiuni asupra păturii de deasupra bombând-o. Când acoperișul cedează, apa sau malul neînghețat țâșnesc la suprafață. Se mai numesc hidrovulcani și vulcani noroioși; sunt frecvenți în Groenlanda de est.
- palsele au dimensiuni medii (4-6 m înălțime) cu un nucleu de gheață pură sau în amestec.
- pingourile au dimensiunile cele mai mari și se întâlnesc în regiunile cu pergelisol, unde stratul periodic dezghețat este mai gros și permite o bună circulație a apei.

Baidjarcsurile și allasurile apar în regiunile cu pergelisol fosil în retragere. Primele corespund unor movile acoperite cu vegetație, înconjurate de porțiuni mai joase ce se suprapun unor lentile de gheață în dezghețare. Celelalte sunt legate de o fază înaintată de degradare a pergelisolului, când blocurile de gheață din sol se topesc și provoacă tasări și depresiuni lacustre.

### Forme reziduale
Este vorba de distrugerea unor strate de roci dure prin dezagregare, îndepărtarea majorității materialelor rezultate și rămânerea în relief a unor vârfuri de diferite forme: creste ascuțite și crenelate (custuri), creste de cocoș, ace, vârfuri piramidale, turnuri, ciuperci, jandarmi, strungi adică șanțuri adâncite, cu fundul relativ plat și foarte înclinate.

### Structurile periglaciare
În regiunile periglaciare, sub raport structural se disting: terenuri care se dezgheață complet în sezonul cald și terenuri care păstrează un orizont adânc înghețat permanent (pergelisol), uneori încă din Pleistocen. În timpul verii, în ultimul caz apare un strat dezghețat – molisolul; aici procesele periglaciare sunt foarte active.
Pergelisolul se extinde în nordul Canadei, Alaska, Groenlanda, Spitzberg, Asia Centrală și de nord-est. În sudul tundrei el devine discontinuu și subțire. Atinge grosimi diferite, între 150-300 m în Spitzberg și 600 m în Siberia. Este legat de regiunile fără zăpezi abundente și cu temperaturi scăzute (media anuală sub 2ºC). 
A.I. Popov distinge două tipuri: pergelisol epigenetic dezvoltat prin pătrunderea gerului pe adâncimi mari și înghețarea apei în toate spațiile din depozitele argilo-mâloase; pergelisol singenetic rezultat prin acumularea treptată de depozite aluviale concomitent cu înghețarea lor. În primul caz rezultă o rețea subțire de vine de gheață, iar în al doilea o rețea mult mai groasă ce leagă blocuri mari de gheață.
Molisolul reprezintă un orizont supus înghețului și dezghețului sezonier, variază în grosime de la câțiva decimetri până la 6-7 m (în zona pergelisolului din Siberia). Este numit și orizontul activ deoarece variațiile termice atmosferice se manifestă direct. Se pot distinge: un orizont superficial care înregistrează anual mai multe cicluri gelivale și un orizont inferior mai puțin sensibil la oscilațiile diurne, cu un singur ciclu gelival într-un an.
Procesele gelive ce se desfășoară în molisol conduc la formarea penelor și involuțiilor.
Penele și vinele de gheață sunt crăpături umplute cu gheață, sau după topirea acesteia cu materiale heterogene.
Involuțiile sunt ondulări variate, în strate heterogene, ca urmare a comportamentului diferit al acestora la acțiunea înghețului.